# اسکاندیم برمید
اسکاندیم برمید یا ScBr 3 یک ترکیب شیمیایی تری‌هالید، مرطوب و محلول در آب اسکاندیم و برم است.

## تولید و خواص
این ماده از راه سوزاندن اسکاندیم در گاز برم تولید می‌شود.
2 Sc (s) + 3 Br 2 (g) → 2 ScBr 3 (s)

## کاربردها
از این ماده برای سنتز حالت جامد خوشه‌های غیرمعمول مانند Sc 19 Br 28 Z 4 ، (Z = Mn ، Fe ، Os یا Ru) استفاده می‌شود. این خوشه‌ها از نظر ساختار و ویژگی‌های مغناطیسی مورد توجه هستند.